# Nick Howarth
Nick Howarth, född 24 juni 1976, är en australisk friidrottare. Han deltog vid olympiska sommarspelen 2000.